# Entente Sannois Saint-Gratien
La Entente Sannois Saint-Gratien (en español: El Acuerdo de Sannois de Saint-Gratien) un club de fútbol francés de la ciudad de Saint-Gratien en Valle del Oise. Fue fundado en 1989 y juega en el Championnat National 3.